# 角田太作
角田 太作（つのだ たさく、1946年 - ）は、日本の言語学者、国立国語研究所名誉教授。群馬県勢多郡赤城村（現・渋川市）出身。専門はオーストラリア先住民の言語、類型論、危機言語。

## 略歴
群馬県立渋川高等学校、東京大学文学部を卒業したのちオーストラリアはメルボルンのモナシュ大学で修士号、博士号を取得。1979年名古屋大学文学部助教授、1990年筑波大学助教授、1993年教授、1994年東京大学文学部教授、2009年国立国語研究所教授。。
メルボルンを選んだのはハーブ・エリオットの練習していたトレーニングキャンプで陸上競技の練習ができることが理由のひとつだったという（角田三枝ほか編 2007:i）。

## 研究業績

### 著書
- The Djaru Language of Kimberley, Western Australia. Canberra: Pacific Linguistics.　1981
- 『世界の言語と日本語 言語類型論から見た日本語』くろしお出版、1991。
- Language Endangerment and Language Revitalization. Berlin/New York: Mouton de Gruyter.　2005

### 編著
- (1996) 鈴木泰と共編『日本語文法の諸問題―高橋太郎先生古希記念論文集―』ひつじ研究叢書（言語編）13、ひつじ書房。ISBN 4-938669-76-5
- (2006) 影山太郎と共編 Voice and Grammatical Relations: In honor of Masayoshi Shibatani. Amsterdam/Philadelphia: John Benjamins.